# Ярослав Ян Пелікан
Ярослав Ян Пелікан (словац. Jaroslav Jan Pelikan; 17 грудня 1923, Акрон, Огайо, США — 13 травня 2006, Гамден, Коннектикут) — американський патролог та історик християнства словацького походження, лютеранський пастор, що перейшов на православ'я. Автор публікації про єпископа Львівської греко-католицької архієпархії Йосипа Сліпого. Професор історії Єльського університету.

## Життєпис
Батько був словаком, мати — сербкою. Батько мав сан пастора, дід — єпископ Словацької Лютеранської церкви США.
Рідними мовами Ярослава були словацька та англійська. З юності мав лінгвістичні здібності, володів німецькою, сербською, грецькою, давньоєврейською, російською мовами, а також латиною.

### Навчання
Навчався у лютеранській семінарії «Конкордія» у Сент-Луїсі (був ординований у сан пастора Лютеранської церкви) та Мічиганському університеті, де у 22 роки став доктором філософії. Надалі займався вивченням та викладанням християнської теології та патристики.
Автор більш як 30 книжок згаданої тематики, у тому числі п'ятитомної «The Christian Tradition: A History of the Development of Doctrine» (1971—1989). 1962—1996 працював у Єльському університеті професором церковної історії.
Був редактором релігійного розділу енциклопедії Britannica.
1980 заснував Раду вчених при Бібліотеці Конгресу. Білл Клінтон призначив професора Пелікана на посаду президента комітету культури та гуманітарних наук.
25 березня 1998 разом із дружиною Сильвією перейшов як мирянин до Православної церкви Америки. У відкритому листі до громади Євангелійно-лютеранської церкви в Америці, членом якої він був, історик назвав цей крок «логічним завершенням розвитку своєї свідомості та духу, що тривав уже кілька десятиліть».
Мав почесні ступені від 42 університетів світу.
Нагороджений Медаллю Гаскінса (Haskins Medal) від Американської академії медієвістики (1985).
2004 отримав Премію Клюге за досягнення у царині гуманітарних наук, яку передав на потреби Свято-Володимирської духовної семінарії (загальна сума склала 500 000 доларів).
Членкор Британської академії (2000).
Помер на 83-му році життя після 17-місячної боротьби із раком легенів.

## Вибрана бібліографія
- Acts (2006) Brazos Press, ISBN 1-58743-094-0. A theological Bible commentary
- Bach Among the Theologians (1986), Philadelphia: Fortress Press, ISBN 0-8006-0792-9
- The Christian Tradition: A History of the Development of Doctrine, 5 vols. (1973—1990). Chicago: University of Chicago Press
  - Volume 1: The Emergence of the Catholic Tradition 100—600 (1973) ISBN 0-226-65371-4
  - Volume 2: The Spirit of Eastern Christendom 600—1700 (1974) ISBN 0-226-65373-0
  - Volume 3: The Growth of Medieval Theology 600—1300 (1978) ISBN 0-226-65375-7
  - Volume 4: Reformation of Church and Dogma 1300—1700 (1984) ISBN 0-226-65377-3
  - Volume 5: Christian Doctrine and Modern Culture since 1700 (1990) ISBN 0-226-65380-3
- Christianity and Classical Culture: The Metamorphosis of Natural Theology in the Christian Encounter with Hellenism (1993) Gifford lectures at Aberdeen, Yale University Press ISBN 0-300-06255-9
- Confessor Between East and West: A Portrait of Ukrainian Cardinal Josyf Slipyj (1990), ISBN 0-8028-3672-0
  - український переклад: «Ісповідник віри між Сходом і Заходом. Портрет українського кардинала Йосифа Сліпого» («Варта», 1994; «АРТОС», 2015)
- Credo: Historical and Theological Guide to Creeds and Confessions of Faith in the Christian Tradition (2003) Yale University Press ISBN 0-300-09388-8
- Development of Christian Doctrine: Some Historical Prolegomena
- Divine Rhetoric: The Sermon on the Mount As Message and As Model in Augustine, Chrysostom, and Luther (2000) St. Vladimir's Seminary Press, ISBN 0-88141-214-7
- The Excellent Empire: The Fall of Rome and the Triumph of the Church
- Faust the TheologianYale University Press (1995), ISBN 0-300-07064-0
- The Idea of the University: A Reexamination Yale University Press (1992) ISBN 0-300-05834-9
  - український переклад: «Ідея університету: Переосмислення» («Дух і літера», 2009) ISBN 978-966-378-077-1
- The Illustrated Jesus Through the CenturiesYale University Press (1997) ISBN 0300072686
- Interpreting the Bible and the Constitution Yale University Press (2004) ISBN 0-300-10267-4
- Jesus Through the Centuries: His Place in the History of Culture Yale University Press (1985) ISBN 0-300-07987-7
  - український переклад: «Ісус крізь століття. Його місце в історії культури» («Дух і літера», 2015) ISBN 978-966-378-376-5
- The Light of the World: A Basic Image in Early Christian Thought (1962) Harper and Brothers, no ISBN
- Martin Luther's works (1955—1969) multiple volumes
- Martin Luther's Basic Theological Writings
- Mary Through the Centuries: Her Place in the History of Culture Yale University Press (1996) ISBN 0-300-07661-4
- Mary: Images Of The Mother Of Jesus In Jewish And Christian Perspective
- The Melody of Theology: A Philosophical Dictionary ISBN 0-674-56472-3
- The Reformation of the Sixteenth Century (Forward) ISBN 0-8070-1301-3
- The Riddle of Roman Catholicism (1959)
- Sacred Writings: Buddhism — The Dhammapada (1987) Book of the Month Club, no ISBN
- Sacred Writings: Hinduism — The Rig Veda (1992) Book of the Month Club, no ISBN
- Sacred Writings: Islam — The Qur'an (1992) editor, Book of the Month Club, no ISBN, in English with Arabic sub-text
- The Vindication of Tradition: The 1983 Jefferson Lecture in the Humanities (1986) Yale U. Press, ISBN 0-300-03638-8
  - український переклад: «Виправдання традиції» («Дух і літера», 2010) ISBN 978-966-378-151-8
- The World Treasury of Modern Religious Thought (1990), editor, hardcover: ISBN 0-316-69770-2, paperback: no ISBN issued
- What Has Athens to Do with Jerusalem?: Timaeus and Genesis in Counterpoint (1998) Thomas Spencer Jerome Lectures, University of Michigan Press, ISBN 0-472-10807-7
- Whose Bible Is It? A History of the Scriptures Through the Ages (2005) ISBN 0-670-03385-5
  - український переклад: «Кому належить Біблія? Історія Святого Письма крізь століття» («Дух і літера», 2011) ISBN 978-966-378-157-0